# Itinga
Itinga is een gemeente in de Braziliaanse deelstaat Minas Gerais. De gemeente telt 15.252 inwoners (schatting 2009).

## Aangrenzende gemeenten
De gemeente grenst aan Araçuaí, Comercinho, Coronel Murta, Itaobim, Medina, Ponto dos Volantes en Rubelita.